# Pentagram (groupe américain)
Pour les articles homonymes, voir Pentagram (homonymie).
Pentagram est un groupe américain de doom metal, originaire de Washington, D.C.. Inspiré par Black Sabbath et Blue Cheer, le groupe est très prolifique dans la scène underground des années 1970, publiant plusieurs démos, mais n'enregistre son premier album qu'au milieu des années 1980, avec un line-up presque totalement modifié. Le seul membre constant du groupe est le chanteur, Bobby Liebling.
Ces changements de musiciens permettent à des membres de groupes comme Places of Skulls, Internal Void et Spirit Caravan de jouer dans Pentagram, étant donné qu'ils faisaient partie de la scène underground doom metal de l'époque. Le groupe se compose originellement de Bobby Liebling (voix), Vincent McAllister (basse), Geof O'Keefe (guitare) et Steve Martin (batterie).

## Biographie

### Débuts
En 1971, Liebling et Geof O’Keefe décident de quitter leurs groupes (Shades of Darkness et Space Meat, respectivement) pour en former un nouveau dans le but de jouer un style musical similaire à celui de UFO, Black Sabbath, Uriah Heep et Sir Lord Baltimore. Sous la suggestion de Liebling, le groupe est nommé Pentagram, un nom sinistre qui reflète la nature sombre de leur style musical.
Le groupe change régulièrement de nom entre 1971 et 1972 (Virgin Death, Macabre, et Wicked Angel), mais prennent finalement et définitivement le nom de Pentagram. Contrairement aux rumeurs, ils ne se sont jamais appelés Stonebunny ; il s'agissait du surnom qu'attribuait Space Meat à Bobby Liebling lorsque celui-ci s'est brièvement joint à eux. En cinq ans de carrière, ils auront cinq différents agents artistiques, comme Gordon Fletcher, un rédacteur de Washington D.C. qui écrivait notamment pour Rolling Stone, Creem et Circus. Les autres incluent Steve Lorber, Phillip Knudsen, Skip Groff, Bob Fowler, Tim Kidwell et Tom McGuire.
Le 16 décembre 1975, Liebling et sa compagne sont appréhendés, menant les autres membres à se réunir pour le réveillon du Nouvel an et à discuter de l'avenir du groupe. Ils décident alors de quitter Pentagram, Liebling possédant les droits du nom Pentagram. Le premier 45 tours de Pentagram s'intitule Be Forewarned, publié sous le nom Macabre et comprend la chanson Lazy Lady sur la face B.

### Années 1980 et 1990
En 1980, le bassiste Lee Abney et le guitariste Victor Griffin forment un groupe de doom metal appelé Death Row. Ils sont rejoints peu après par le batteur Hasselvander, puis par Liebling au chant. Swaney remplace Abney à la basse la formation classique de Death Row est forgée. Après deux démos en 1982 et 1983, Hasselvander quitte le groupe en 1984. Stuart Rose est choisi comme remplaçant, puis le groupe choisit le nom de Pentagram. En 1985, le groupe publie finalement un premier album, avec des chansons de Death Row, et une formation composée de Liebling au chant, Griffin à la guitare, Swaney à la basse et Rose à la batterie.
Pentagram se sépare de nouveau, puis se reforme en 1996 avec Liebling au chant, Hasselvander à la batterie, et les nouveaux membres Greg Reeder à la guitare et Ned Meloni à la basse. Ce line-up enregistre une démo, Change of Heart. Pentagram revient ensuite comme duo, avec Liebling au chant, et Hasselvander à tous les instruments.

### Années 2000
En juillet 2000, Griffin et  Abney forment Place of Skulls, après leur départ de Pentagram. Place of Skulls fait brièvement participer la légende du doom metal Scott « Wino » Weinrich à leur album With Vision, publié en 2003. Abney part en 2002 mais revient en 2007. Palmer meurt en 2002 à la suite de blessures causées lors d'un accident de voiture, et McAllister meurt en mai 2006 d'un cancer. En 2001, Relapse Records publie la compilation First Daze Here (The Vintage Collection), qui comprend des chansons non publiées du groupe des années 1970. En 2002, Peaceville Records publie une compilation comprenant des chansons issues de leurs trois premiers albums, intitulée Turn to Stone. Peaceville réédite aussi les trois premiers albums du groupe en format digipack en 2005.
Le 23 août 2008, une nouvelle formation de Pentagram est annoncée, avec Liebling qui est rejoint par le guitariste Russ Strahan, le batteur Isom et le bassiste Mark Ammen.
En 2009, le groupe joue deux concerts à New York et Baltimore. Leur concert à New York est filmé et présenté dans le documentaire Last Days Here. Ils embarquent ensuite dans une mini-tournée de sept dates dans des villes comme Chicago, Seattle, et Portland.

### Années 2010

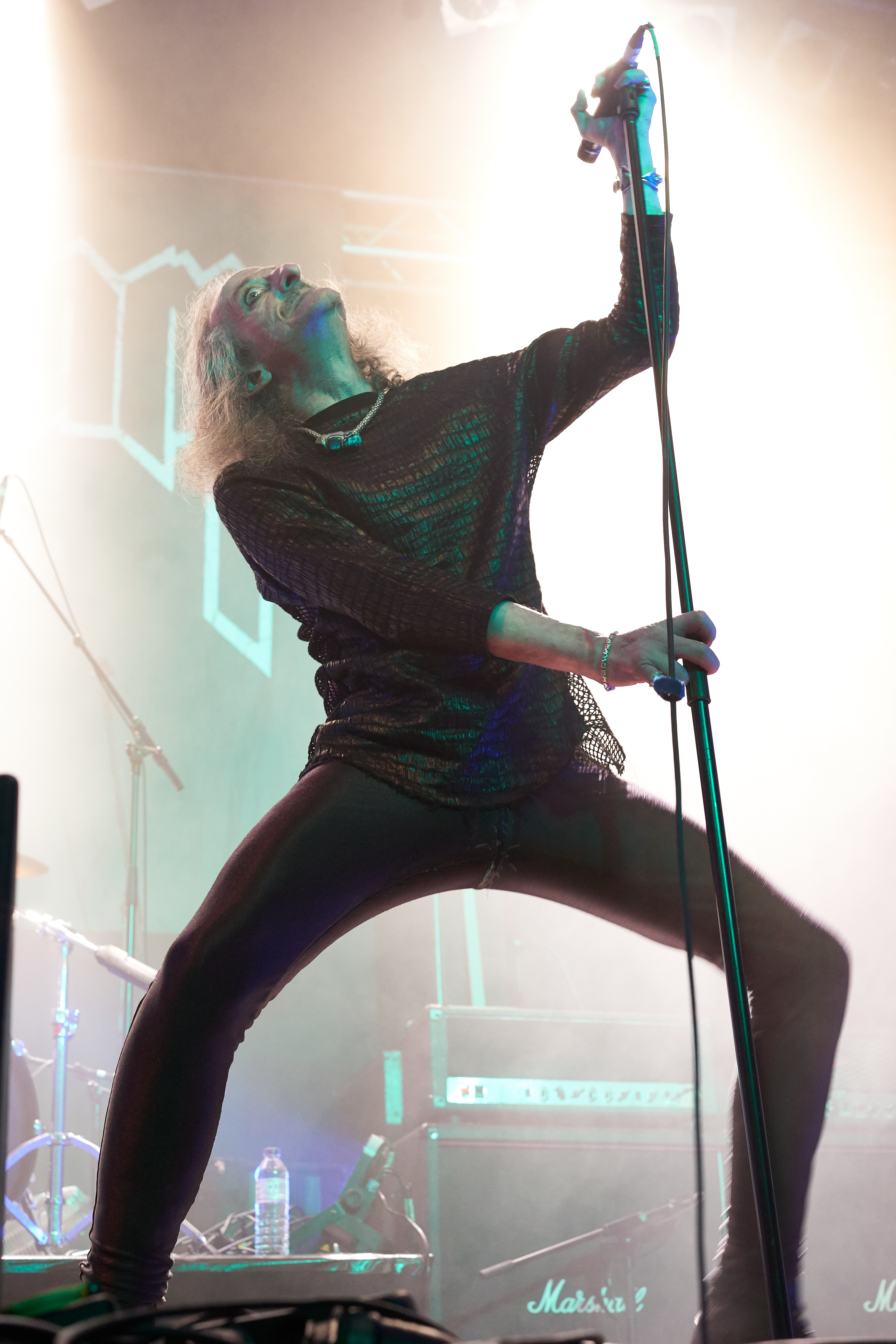
Pentagram au festival Hammer of Doom 2015 en Allemagne.

Le 14 mars 2010, Strahan quitte soudainement le groupe avant leur tournée. En février 2011, Metal Blade Records annonce Pentagram au festival South by Southwest de mars 2011, suivi par une tournée européenne au Roadburn Festival aux Pays-Bas. La formation comprendra Griffin à la guitare, Turley à la basse, et Albert Born à la batterie. Born quitte le groupe et est remplacé par Tim Tomaselli (Place of Skulls). Leur album Last Rites est publié le 12 avril 2011. En juin 2012, Pentagram annonce l'arrivée du batteur Sean Saley. À cette période de l'année, ils annoncent leur séparation en bons termes avec Griffin. En avril 2013, Pentagram révèle le nom de son remplaçant : Matt Goldsborough, membre du groupe The Great Unknown.
Pentagram joue plusieurs fois aux États-Unis et en Europe entre 2012 et 2013, incluant des dates au Royaume-Uni, Allemagne, Norvège, Suisse, Suède, Autriche, France, Slovénie, Grèce, Italie et Espagne.
En janvier 2014, le groupe annonce l'arrivée du guitariste Griffin après un an de séparation. Après l'arrivée de Griffin, Pentagram joue sur la côte ouest américaine en février 2014. Ils signent de nouveau avec Peaceville Records au début de 2015. En février 2015, le nouveau batteur Pete « Minnesota » Campbell, fait son entrée, et le groupe annonce un album intitulé Curious Volume, qui est publié le 21 août la même année.
En avril 2017 Bobby Liebling est hospitalisé avant d'être mis en détention. Le reste du groupe se produit sans lui lors de quatre concerts aux États-Unis avant d'annoncer que le guitariste Victor Griffin assurera aussi le chant lors de leur tournée estivale en Europe.

## Membres

### Membres actuels

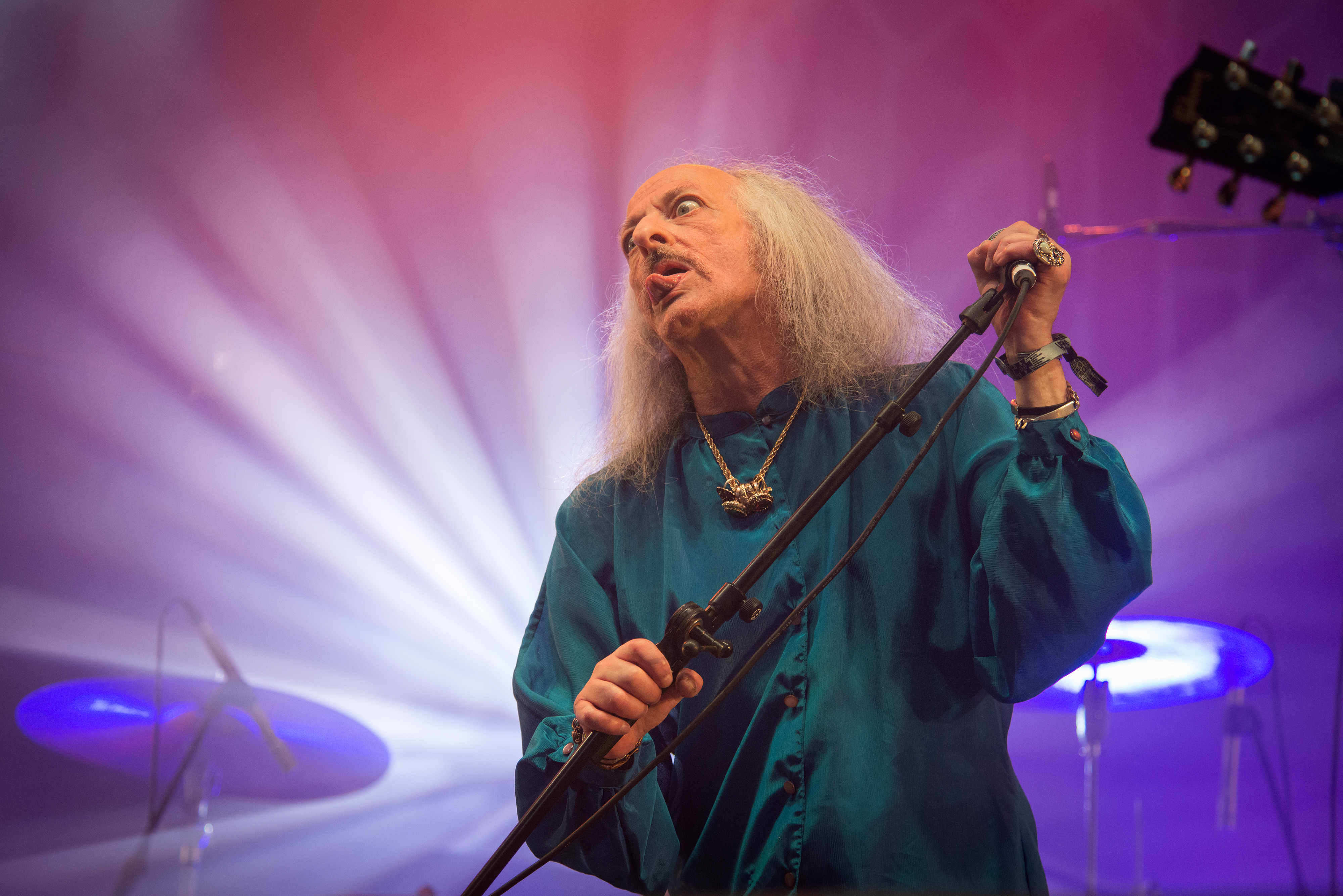
Bobby Liebling au Hellfest 2022.

- Bobby Liebling – chant (depuis 1971)
- Victor Griffin – guitare (1983–1988, 1993–1996, 2010–2012, depuis 2014)
- Greg Turley – basse (1995–1996, depuis 2010)
- « Minnesota » Pete Campbell – batterie (depuis 2015)

### Anciens membres
- Vincent McAllister – basse (1971), guitar (1971–1976 ; décédé en 2006)
- John Jennings – guitare (1971)
- Randy Palmer – guitare (1974–1975, 1988–1989 ; décédé en 2002)
- Marty Iverson – guitare (1976–1977)
- Richard Kueht – guitare (1978–1979)
- Paul Trowbridge – guitare (1978–1979)
- Ted Feldman – guitare (1988–1989)
- Greg Reeder – guitare (1996)
- Kelly Carmichael – guitare (2003–2005)
- Russ Strahan – guitare (2008–2010)
- Johnny « Wretched » Koutsioukis – guitare (2010)
- Matt Goldsborough – guitare (2013–2014, 2015)
- Greg Mayne – basse (1971–1976, 1988–1989)
- Rick Marinari – basse (1976–1977)
- Martin Swaney – basse (1978–1979, 1983–1988, 1993–1995)
- Vance Bockis – basse (1979 ; décédé en 2012)
- Ned Meloni – basse (1996)
- Walter White – basse (2001)
- Adam Heinzmann – basse (2003–2005)
- Kayt Vigil – basse (2008)
- Mark Ammen – basse (2008–2010)
- Geof O'Keefe – batterie (1971–1977), guitare (1971)
- Steve Martin – batterie (1971)
- John Ossea – batterie (1977 ; décédé en 1989)
- Joe Hasselvander – batterie (1978–1979, 1993–2002), basse, guitare (1999–2002)
- Stuart Rose – batterie (1985–1988 ; décédé en 2016)
- John Cook – batterie (1989)
- Gary Isom – batterie (1995–1996, 2008–2010)
- Dale Russell – batterie (2001)
- Mike Smail – batterie (2003–2005)
- Albert Born – batterie (2011)
- Tim Tomaselli – batterie (2010–2011)
- Sean Saley – batterie (2012–2015)

## Discographie

### Albums studio
- 1985 : Pentagram (réédité par la suite sous le titre Relentless)
- 1987 : Day of Reckoning
- 1994 : Be Forewarned
- 1999 : Review Your Choices
- 2001 : Sub-Basement
- 2004 : Show 'em How
- 2011 : Last Rites
- 2015 : Curious Volume
- 2025 : Lightning in a Bottle

### Singles
- 1972 : Be Forewarned/Lazy Lady" 7 (sous le nom Macabre ; limité à 1 000 exemplaires)
- 1973 : Hurricane/Earth Flight" 7
- 1973 : Under My Thumb/When the Screams Come" 7
- 1979 : Livin' in a Ram's Head/When the Screams Come" 7
- 1993 : Relentless/Day of Reckoning" 7

### Album live
- 2003 : A Keg Full of Dynamite

### Compilations/rééditions
- 1993 : Relentless
- 1993 : Day of Reckoning
- 1993 : 1972-1979
- 1996 : Relentless/Day of Reckoning
- 1998 : Human Hurricane
- 1999 : 1972-1979 (Vol. 2)
- 2001 : First Daze Here - The Vintage Collection
- 2002 : Turn to Stone
- 2005 : Be Forewarned (digipack)
- 2006 : First Daze Here Too